# Argument van Lucas
Het argument van Lucas is een filosofisch argument van J.R. Lucas waarbij hij beredeneert dat mensen iets kunnen wat computers niet kunnen, namelijk de waarheid van Gödelzinnen inzien. De redenering is dat computers formele systemen zijn en dat er, volgens de eerste stelling van Gödel, zinnen zijn die binnen een formeel systeem niet bewezen kunnen worden. Een mens kan echter wel de waarheid van zo'n Gödelzin inzien waarmee volgens J.R. Lucas is aangetoond dat de mens iets kan wat computers niet kunnen.